# Alfred Schläppi
Alfred Schläppi   (Leysin, 30 de gener de 1898 - Leysin, 15 d'abril de 1981) va ser un corredor de bobsleigh suís, que va competir a començaments del segle xx. Era germà del també corredor de bob Heinrich Schläppi.
El 1924 va prendre part en els Jocs Olímpics de Chamonix, on guanyà la medalla d'or en la prova de bobs a 4 formant equip amb Eduard Scherrer, Alfred Neveu i Heinrich Schläppi.